# Koekeloere
Koekeloere was een Nederlands Schooltv-programma van NTR, uitgezonden op de maandagochtend en daarna elke schooldag herhaald. Het was bedoeld voor kleuters van groep 1 en groep 2 van de basisschool.
De drie hoofdpersonen zijn:
- Moffel de Mol (Eric-Jan Lens; eerder Bert Plagman en Martin Soeters)
- Piertje de Worm (Renée Menschaar, Virga Lipman, Catherine van Woerden)
- Arie de Vogel (Stef de Reuver).

Moffel is een eigenwijze en nieuwsgierige mol en beleeft allerlei avonturen. Aan de hand van een thema wordt een educatief, informatief en komisch programma gemaakt waarin Moffel en Piertje van alles beleven. Zij zijn net als kleuters nieuwsgierig naar de wereld om hen heen. Elke week trekken ze de wijde wereld in om antwoord te vinden op al hun vragen. Flip de Beer, ingesproken door Christa Lips, is een terugkomend personage die in korte reportages op pad gaat met kinderen.
Koekeloere werd voor het eerst in 1992 uitgezonden. Er zijn na 2015 geen nieuwe afleveringen meer gemaakt, maar de afleveringen worden nog wel in willekeurige volgorde herhaald op NPO Zappelin. Ze zijn terug te kijken op NPO Start en Schooltv.

## Toedeledokie
Nadat Koekeloere in 2015 door de NTR wegbezuinigd was, probeerde het team in 2020 buiten de omroepen om een opvolger te maken getiteld Toedeledokie. Deze serie gaat over de hond Toedele en de das Dokie, die net als Moffel en Piertje avonturen beleven. Deze kleuterserie is alleen op YouTube te bekijken. Net als Koekeloere is deze serie met educatieve doeleinden gemaakt, maar met een tikje komedie. Hiervan verscheen één seizoen van elf afleveringen.